# غوري بيرغ
غوري بيرغ (بالنرويجية البوكمول: Guri Berg)‏ هي نحّاتة ورسامة وفنانة نرويجية، ولدت في 26 يناير 1963.